# グロリアスグッドウッド開催
グロリアスグッドウッド開催（Glorious Goodwood Meeting）とは、毎年7月最終週から8月第1週の間にイギリスのグッドウッド競馬場で開催される13つの重賞競走の開催日、および総称である。

## 沿革
1800年まで、サセックスの士官たちはエグレモント伯爵が所有するペットワース公園で競馬開催を実施していたが、翌1801年には開催許可が下りなかった。これを聞いた第3代リッチモンド公は、自らが所有する別荘の一部を整備しグッドウッド競馬場を新設、これを士官たちに提供し、競馬開催を実施させた。この競馬開催が非常に好評だったため、1802年以降も自身が主催する競馬開催として実施したことが始まりである。
当時は正式な名前が無かったものの、メディアはこの競馬開催を「グロリアスグッドウッド開催」と名付け、その名称が現在まで受け継がれている。
また、当時の国王だったエドワード7世はグロリアスグッドウッド開催に毎年来場しており、その様子を「競馬で彩られた園遊会」と称している。
第二次世界大戦終戦後からは人気が高まり、現在ではロイヤルアスコット開催と同様にイギリスを代表する競馬開催として認知されている。

## 観戦規約
グロリアスグッドウッド開催を観戦するにあたって、観客は以下の規約を守らなくてはならない。
- 競馬場内
  - スタンド座席での飲食禁止。

- レノックス・エンクロージャー
  - 瓶類、アルコール類の持ち込み禁止。

- ゴードン・エンクロージャー
  - 外部で購入した飲食品の持ち込み禁止。

- リッチモンド・エンクロージャー
  - 男性はジャケットとネクタイ、女性はドレスを着用しなくてはならない（ドレスコード）。[4]

## 歴史
- 1802年 - 創設。
- 1812年 - グッドウッドカップが新設。
- 1829年 - モールコームステークスが新設。
- 1840年 - ナッソーステークス、スチュワーズカップが新設。
- 1841年 - サセックスステークスが新設。
- 1877年 - リッチモンドステークスが新設。
- 1902年 - ゴードンステークスが新設。
- 1911年 - キングジョージステークスが新設。
- 1915～1918年 - 第一次世界大戦開戦の影響のため、開催休止。
- 1940～1945年 - 第二次世界大戦開戦の影響のため、開催休止。
- 1970年 - この年から開催期間が5日間に拡大。
- 1971年 - グループ制導入により、以下のように格付け。
  - 国際G1 - サセックスステークス
  - 国際G2 - グッドウッドカップ、ナッソーステークス
  - 国際G3 - ゴードンステークス、キングジョージステークス、モールコームステークス、リッチモンドステークス
- 1975年 - ヴィンテージステークスが新設。
- 1979年 - グロリアスステークス[注 1]が新設。
- 1980年 - オークツリーステークス[注 2]が新設。
- 1985年 - グロリアスステークスが国際リステッドに格上げ、グッドウッドカップが国際G3に格下げ。
- 1986年 - ヴィンテージステークスが国際G3に格上げ。
- 1993年 - サラブレッドステークスが国際リステッドに格上げ。
- 1995年 - グッドウッドカップが国際G2に格上げ。
- 1999年 - ナッソーステークスが国際G1に格上げ。
- 2000年 - レノックスステークスが新設。
- 2003年 - リリーラングトリーステークス[注 3]が新設、レノックスステークスとヴィンテージステークスが国際G2に格上げ。
- 2004年 - リリーラングトリーステークスとオークツリーステークスが国際G3に格上げ。
- 2008年 - グロリアスステークスが国際G3に格上げ。
- 2010年 - キングジョージステークスが国際G2に格上げ。
- 2011年 - ダウンズの決闘が起こる。[5]
- 2012年 - サラブレッドステークスが国際G3に格上げ。
- 2017年 - グッドウッドカップが国際G1に格上げ。[6]

## 実施される競走一覧
施行順は2024年現在のものである。

### 1日目 - グッドウッドカップ・デー
| 施行順  | 競走名                 | 競走格 | 出走条件 | 施行コース | 総賞金額     |
| ------- | ---------------------- | ------ | -------- | ---------- | ------------ |
| 第2競走 | ヴィンテージステークス | G2     | 2歳      | 芝7f       | 17.2万ポンド |
| 第3競走 | レノックスステークス   | G2     | 3歳以上  | 芝7f       | 17.7万ポンド |
| 第4競走 | グッドウッドカップ     | G1     | 3歳以上  | 芝2mi      | 49.2万ポンド |

### 2日目 - サセックスステークス・デー
| 施行順  | 競走名                 | 競走格 | 出走条件    | 施行コース | 総賞金額     |
| ------- | ---------------------- | ------ | ----------- | ---------- | ------------ |
| 第2競走 | オークツリーステークス | G3     | 3歳以上牝馬 | 芝7f       | 9.8万ポンド  |
| 第3競走 | モールコームステークス | G3     | 2歳         | 芝5f       | 9.8万ポンド  |
| 第4競走 | サセックスステークス   | G1     | 3歳以上     | 芝1mi      | 98.4万ポンド |

### 3日目 - レディース・デー
| 施行順  | 競走名                 | 競走格 | 出走条件    | 施行コース | 総賞金額     |
| ------- | ---------------------- | ------ | ----------- | ---------- | ------------ |
| 第2競走 | リッチモンドステークス | G2     | 2歳牡・騸馬 | 芝6f       | 17.2万ポンド |
| 第3競走 | ゴードンステークス     | G3     | 3歳         | 芝11f218y  | 19.7万ポンド |
| 第4競走 | ナッソーステークス     | G1     | 3歳以上牝馬 | 芝9f       | 65.4万ポンド |

### 4日目 - キングジョージ・デー
| 施行順  | 競走名                   | 競走格 | 出走条件 | 施行コース | 総賞金額     |
| ------- | ------------------------ | ------ | -------- | ---------- | ------------ |
| 第2競走 | サラブレッドステークス   | G3     | 3歳      | 芝1mi      | 9.8万ポンド  |
| 第3競走 | ゴールデンマイル         | C2     | 3歳以上  | 芝1mi      | 14.8万ポンド |
| 第4競走 | キングジョージステークス | G2     | 3歳以上  | 芝5f       | 31.2万ポンド |

### 5日目 - スチュワーズカップ・デー
| 施行順  | 競走名                       | 競走格 | 出走条件    | 施行コース | 総賞金額     |
| ------- | ---------------------------- | ------ | ----------- | ---------- | ------------ |
| 第1競走 | グロリアスステークス         | G3     | 4歳以上     | 芝11f218y  | 9.8万ポンド  |
| 第3競走 | リリーラングトリーステークス | G2     | 3歳以上牝馬 | 芝14f      | 29.5万ポンド |
| 第4競走 | スチュワーズカップ           | C2     | 3歳以上     | 芝6f       | 24.6万ポンド |